# Antillopsyche demma
Antillopsyche demma är en nattsländeart som beskrevs av Lazar Botosaneanu 1996. Antillopsyche demma ingår i släktet Antillopsyche och familjen fångstnätnattsländor. Inga underarter finns listade i Catalogue of Life.